# Rock Rift Fire Observation Tower
La Rock Rift Fire Observation Tower est une tour de guet du comté de Delaware, dans l'État de New York, dans le nord-est des États-Unis. Elle est située à 724 mètres d'altitude dans les montagnes Catskill. Construite en 1934, elle est inscrite au Registre national des lieux historiques depuis le 7 décembre 2018.